# Britiske Jomfruøers guvernør
Guvernøren af de Britiske Jomfruøer er repræsentant for den britiske monark i Det Forenede Kongeriges oversøiske territorium de Britiske Jomfruøer. 
Guvernøren udpeges af monarken på råd fra den britiske regering. Rollen for Guvernøren er til at handle som de facto- statsoverhoved, og han eller hun er ansvarlig for udnævnelse af Chief minister og Executive Council.
Den nuværende guvernør er David Pearey.
Guvernøren har sit eget flag, Storbritanniens flag med områdets våbenskjold.

## Liste over Guvernørerne for de Britiske Jomfruøer
- Derek George Cudmore (1971-1974)
- Walter Wilkinson Wallace (1974-1978)
- James Alfred Davidson (1978-1982)
- David Robert Barwick (1982-1986)
- J. Mark A. Herdman (1986-1991)
- Peter Alfred Penfold (1991-1995)
- David Mackilligin (1995-1998)
- Frank Savage (1998-2002)
- Elton Georges (2002)
- Tom Macan (2002-2006)
- Dancia Penn (2006)
- David Pearey (2006–2010)
- Inez Archibald (konstitueret) (2010)
- William Boyd McCleary (20. august 2010 – 1. august 2014)
- V. Inez Archibald (1.-15. august 2014; fungerende)
- John Duncan (15. august 2014 – 8. august 2017)
- Robert A. Mathavious (8.-12. august 2017; fungerende)
- Rosalie Adams (12.-22. august 2017; fungerende)
- Augustus Jaspert (22. august 2017 – 23. januar 2021)
- David D. Archer, Jr (23.-29. januar 2021; fungerende)[1]
- John Rankin (fra 29. januar 2021)

Bemærk: Fungerende guvernører er den siddende viceguvernør for De Britiske Jomfruøer, som var i embedet, da de fungerede som guvernør.